# 袖中抄
『袖中抄』（しゅうちゅうしょう）は、顕昭が著した鎌倉時代の歌学書。初撰本は『顕秘抄』と呼ばれ、再撰本が『袖中抄』と呼ばれる。

## 概要
初撰本（『顕秘抄』）は平重盛を「故小松内府」と記している点や、1183年（寿永2年）成立の顕昭『散木集註』『拾遺抄註』の記事との比較から、1179年（治承3年）の重盛没後以降から1183年までの成立と推測される。再撰本（『袖中抄』）は1185年（文治元年）『古今集註』から1193年（建久4年）『顕昭陳状』までの間に成立したと考えられる。
初撰本は第1巻13項、第2巻15項、第3巻13項の難解な歌語を典拠歌とともに掲出し、それらの歌語の語義について諸説や用例を挙げて記述している。その内訳は『古今集』16首、『万葉集』7首、『詞花集』3首などである。
再撰本は初撰本の41項に257項を加え、配列順序がやや異なる。その内訳は『万葉集』134首、『古今集』46首、『後撰集』14首、『後拾遺集』11首などであり、『万葉集』の歌語の解明を重視している。
顕昭の解説は、『奥義抄』『俊頼髄脳』『綺語抄』『和歌童蒙抄』などの歌学書、『万葉集』以下の撰集や家集、『古事記』『日本書紀』などの史書を含む百数十種の書物を引用しつつ自説を明快に述べるもので、前代の歌学書の間違いを正している部分も少なくない。その充実ぶりから後世の歌人に広く利用された。

## 写本
高松宮旧蔵本（国立歴史民俗博物館所蔵）および冷泉家伝来本（冷泉家時雨亭文庫所蔵）が国の重要文化財に指定されているが、両者は元来一揃いであった。